# قائمة الحركات الانفصالية النشطة في أمريكا الجنوبية
هذه هي قائمة الحركات الانفصالية الحالية النشطة في أمريكا الجنوبية. تشمل الانفصالية الانفصال النهائي وحق الحكم الذاتي. ينظر للحركات الانفصالية أو حركات منح حق الحكم الذاتي بأنها مثيرة للنزاع بين الحين والآخر. تتضمن هذه القائمة الحركات التي استوفت ثلاثة معايير هي:
- 1. أن تكون حركات نشطة، بأعضاء نشطين.
- 2. أن تكون حركات تطالب بمنح حكم ذاتي أكبر أو حق تقرير المصير لمنطقة جغرافية (وتعارض حكما ذاتيا خاصا).
- 3. أن تكون حركات موجودة ضمن منطقة صراع.

تكون في كل منطقة واحدة أو أكثر من ما يلي:
- دولة بحكم الأمر الواقع: مناطق بحكم ذاتي بحكم الأمر الواقع من الحكومة.
- دولة مقترحة: اسم مقترح لدولة ذات سيادة منشقة.
- منطقة مقترحة ذات حكم ذاتي: حركات تطالب بحكم ذاتي أكبر لمنطقة معينة لكن لا تطالب بالانفصال التام.
  - حكومة لديها حق الحكم الذاتي بحكم الأمر الواقع: حكومات لديها السيطرة على منطقة بفضل حق الحكم الذاتي بحكم الأمر الواقع.
  - حكومة في المنفى: حكومة مقرها خارج منطقتها في مكان آخر، مع أو بدون سيطرة.
  - حزب سياسي (أو أحزاب): أحزاب سياسية تشارك في نظام سياسي لاكتساب حق الحكم الذاتي أو الانفصال.
  - مجموعة أو مجموعات عسكرية: عبارة عن منظمات مسلحة.
  - جماعة أو جماعات ضغط: منظمات غير محاربة، وهي كيانات ليست مشاركة سياسيا.
  - مجموعة أو مجموعات إثنية/إثنية دينية/عرقية/جهوية/دينية: حركات تنادي كل واحدة منها بتغيير أوضاع المجموعة التي تنادي إليها.

## البرازيل
- الدولة المقترحة:  ساو باولو
  - جماعات ضغط: ساو باولو الحرة، الحركة الجمهورية لساو باولو، حركة ساو باولو المستقلة نسخة محفوظة 6 أبريل 2020 على موقع واي باك مشين.
  - الاقتراح: انفصال ولاية ساو باولو عن البرازيل، لتشكيل جمهورية ساو باولو. من أجل تنظيم نقاش حر ودراسات حول درجة الحكم الذاتي لولاية ساو باولو في النظام الفيدرالي البرازيلي والوضع الفيدرالي الحالي في البرازيل، بالإضافة إلى دراسة برنامج حول تطبيق نموذج جديد لولايات كونفيدرالية، والنقاش حول تبني إجراءات تهدف إلى فتح حوار عام حول الفيدرالية، لتبني كل ما يتمحور حول الثقافة النموذجية لساو باولو، نظمت نقاشات وأحداث حول التمثيل السياسي لولاية ساو باولو في الوضع الفيدرالي الحالي، بالإضافة إلى قضايا أخرى.[1]
- الدولة المقترحة:  المنطقة الجنوبية
  - جماعة ضغط: الجنوب بلدي
  - الاقتراح: انفصال ولايات المنطقة الجنوبية، بارانا، سانتا كاتارينا وريو غراندي دو سول، لتشكيل اتحاد بينهن.

## فرنسا
- الدولة المقترحة:  غويانا الفرنسية
  - جماعات ضغط: حركة إنهاء الاستعمار والتحرير الاجتماعي
  - الاقتراح: استقلال غويانا عن فرنسا، أو تحويلها إلى مقاطعة ما وراء البحار الفرنسية.